# سنیکا (کارولینای جنوبی)
سنیکا(به انگلیسی: Seneca) شهری در ایالت کارولینای جنوبی کشور ایالات متحده آمریکا است که جمعیت آن در سرشماری سال ۲۰۱۰ میلادی، ۸٬۱۰۲ نفر بوده‌است.